# Regionalna Giełda Papierów Wartościowych w Abidżanie
Regionalna Giełda Papierów Wartościowych w Abidżanie (fr. Bourse Régionale des Valeurs Mobilières SA lub BRVM) – giełda papierów wartościowych obsługująca następujące kraje Afryki:
- Benin
- Burkina Faso
- Gwinea Bissau
- Wybrzeże Kości Słoniowej
- Mali
- Niger
- Senegal
- Togo.

Giełda powstała w 1973 i była podzielona na regiony. W obecnej formie działa od 1998 roku. 
Podstawowym indeksem jest BRVM Composite.